# 约阿希姆·勒夫
约阿希姆·勒夫（德語：Joachim Löw，1960年2月3日—），生于西德巴登-符騰堡邦，前任德國國家足球隊主教练，2014年協助德國奪得世界杯冠軍。

## 球员生涯
1978年，勒夫在德乙球队弗赖堡开始职业球员生涯。1980年，勒夫加盟德甲球队斯图加特，但并未获得主力位置。1年间，他仅为斯图加特出场4次，未能取得入球。1981-82赛季，勒夫转投另一支德甲俱乐部法兰克福，但于次年又返回弗赖堡。1982-83赛季，勒夫为弗赖堡出场34次，攻入8球；次季出场31次，取得17个入球。在德乙的表现使他加盟了德甲球队卡尔斯鲁厄，但未能在新球队取得成功，出场24次仅入2球。之后，勒夫再度重返弗赖堡，踢了4个赛季，共出场116次，攻入38球。随后勒夫离开德国，在瑞士的沙夫豪森和温特图尔分别效力了3年和2年，最终于1995年挂靴。
勒夫作为球员共代表德国U-21国家队出场4次。

## 执教生涯

### 俱乐部
勒夫的执教生涯始于他正式挂靴前。1994-95赛季，他即出任弗劳恩费尔德的球员兼教练。1995-96赛季，已退役的勒夫出任老东家斯图加特的助理教练，协助主帅罗尔夫·弗林格制定战术。1996年8月，弗林格被聘请为瑞士国家队主教练，勒夫顺理成章地被扶正，成为球队主帅。当个赛季，勒夫打造出由巴拉科夫、埃尔伯和博比奇所组成的“魔幻三角”，震慑德甲，获得1997年德国杯冠军。1997-98赛季，勒夫的球队一路打入欧洲优胜者杯决赛，但以0-1负于切尔西，获得亚军。当季，斯图加特获得德甲第4名。
1998年7月，勒夫离开斯图加特，转而执教土耳其足球俱樂部费内巴切。1999年10月，勒夫返回德国，出任老东家卡尔斯鲁厄主帅，但因未能带领球队保级而遭到解雇。2000年12月，他再次前往土耳其执教阿达纳，但3个月后再度因战绩不佳而下课。
2001年10月，勒夫出任奥地利球队蒂罗尔因斯布鲁克主教练。次年，勒夫带领球队问鼎奥超联赛冠军。然而，蒂罗尔因斯布鲁克随后因财政问题宣布破产，勒夫再度赋闲在家。2003年6月，他被聘请执教奥超卫冕冠军奥地利维也纳。

### 国家队
2004年8月1日，德国足协出人意料地宣布勒夫将担任德国国家队的助理教练，辅助球队的新主帅尤尔根·克林斯曼。克林斯曼曾与勒夫在同一所教练学校学习，深知勒夫的战术指挥才能，因此上任前特别要求足协任命勒夫为球队的助理教练。克林斯曼上任后，一反德国传统的保守战术，为球队灌输了进攻哲学，而勒夫则依此为克林斯曼制定战术。在克林斯曼和勒夫的带领下，德国在2005年联合会杯中一路打入四强，仅在半决赛以2-3惜败于巴西，但随后他们又在第三名争夺战中以4-3击败墨西哥，最终获得联合会杯季军。
2006年德国世界杯，由克林斯曼和勒夫带领的德国以3战全胜的成绩进入淘汰赛。半决赛对垒意大利时，双方直到119分钟均未取得入球，但在最后补时阶段意大利连入2球，以2-0取胜。失利后，勒夫帮助克林斯曼重整球队，在第三名争夺战中以3-1击败葡萄牙，获得世界杯季军，勒夫及克林斯曼也因此在德国国内声威大振。

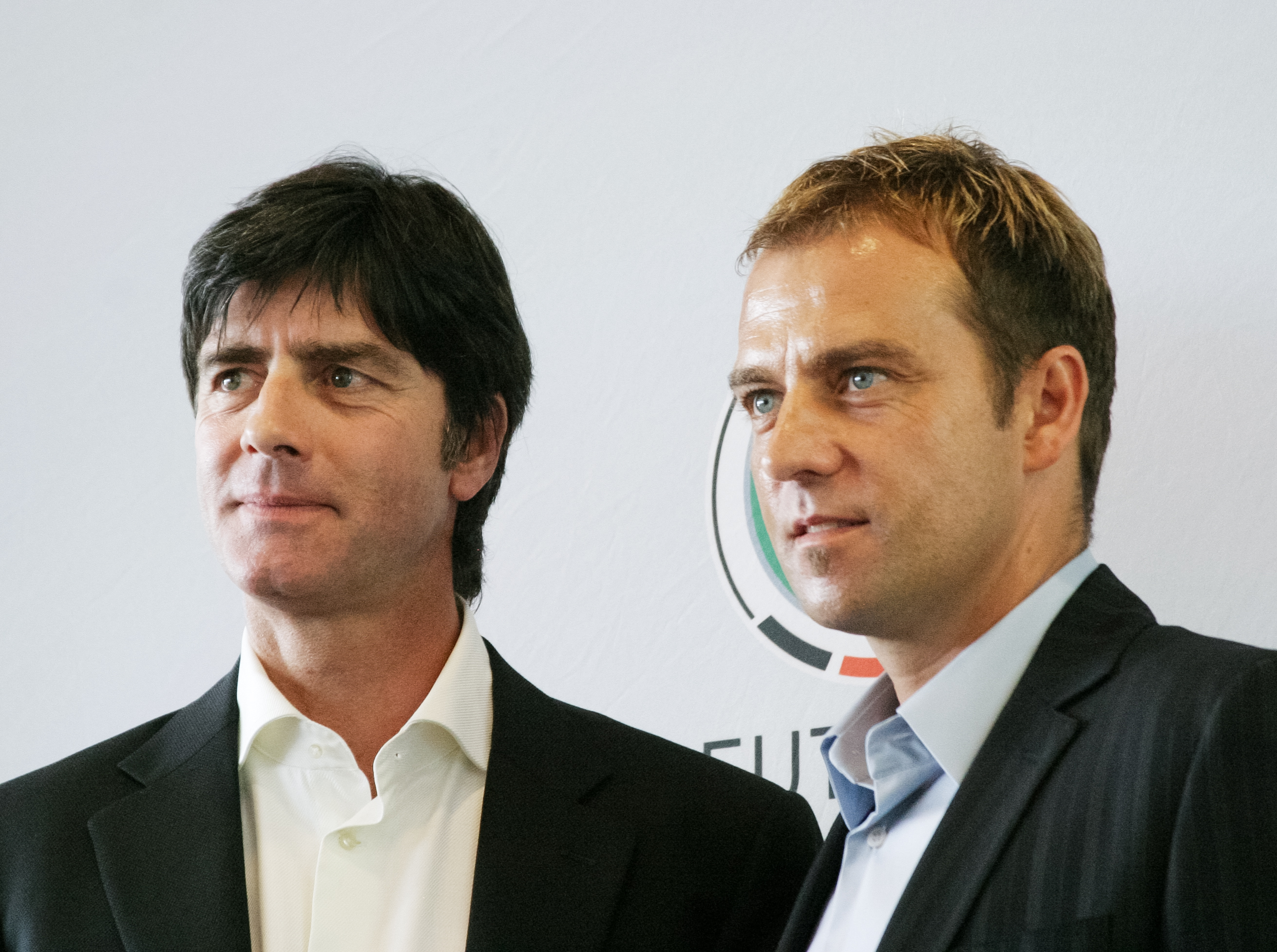
勒夫和助理教练弗里克。

2006年7月12日，勒夫被任命为新的德国国家队主教练，并与德国足协签下了2年合约。勒夫在签约后表示，他将继续奉行克林斯曼制定的执教方针，并且定下在2008年欧洲杯夺冠的目标。2006年8月16日，勒夫带领下的德国迎来首场比赛，在盖尔森基兴迎战瑞典，结果德国以3-0取胜。随后3个月内，勒夫的球队在欧洲杯预选赛中取得3连胜，对手分别是爱尔兰、圣马力诺和斯洛伐克。在战胜斯洛伐克后，勒夫已率领的德国取得5连胜，创下了德国新任教练战绩最好的纪录。
2007年8月22日，德国在新温布利球场举行的一场友谊赛中以2-1击败英格兰，将勒夫执教的战绩延伸至11胜，1和，1负，进41球失6球。10月17日，德国在已经提前锁定欧洲杯名额的情况下在安联竞技场迎战捷克。由于有所保存实力，德国以0-3意外落败。这场失败意味着，德国将排在捷克之后以预选D组第二名的身份参加欧洲杯决赛圈。
2008年欧洲杯，勒夫带领阵容不整的德国出战。小组赛以2胜1负的成绩出线后，勒夫面对夺冠大热门葡萄牙。在不被看好的情况下，德国队以3-2击败葡萄牙，晋级4强。而勒夫由于遭到禁赛而被迫在包厢里观看此场比赛。在半决赛以3-2逆转土耳其后，德国与西班牙在决赛相遇。尽管勒夫尽其全力，但实力不及对手的德国最终以0-1负于对手，遗憾地获得亚军。
2010年世界盃，勒夫帶領平均年齡只有25歲，32隊中平均年齡最小的德國國家隊出戰賽事。當中德國的表現出色，在分組賽以4-0擊敗澳洲；以1-0擊敗加納，惜以0-1不敵塞爾維亞，終以首名晉級。在十六強賽事，德國以4-1大勝英格蘭晉級，但賽事中英格蘭有一球入球備受爭議。在八強賽事中，德國又再大勝阿根廷4-0晉級四強。可惜在四強中未能擊敗西班牙，重蹈2008年歐國盃覆轍，以0-1落敗。最後，德國在季軍戰3-2勝烏拉圭，成為2010年世界盃季軍。雖然德國未能在2010世界盃得到冠軍，但年輕的德國隊在此屆的表現令人刮目相看。主帥勒夫的戰術亦受到賞識，不少人都希望世盃後他能繼續留任，帶領德國隊在2014的世界盃奪冠。
2010年7月20日，勒夫经过慎重考虑，决定与足协续约至2012年欧锦赛后。与此同时，助理教练汉斯-迪特·弗利克、门将教练克普克以及领队比尔霍夫也一起延长了合同。2011年3月15日，勒夫和整个教练组与德国足协续约到2014年巴西世界杯结束。
2014年7月13日，勒夫在德國國家隊的事業達到頂峰。勒夫帶領德國队2勝1平在死亡之組G組以小組第1進入淘汰賽。德國先以1：0在八強賽中淘汰法國，在接下来的準决賽中，缺兵少将的巴西面對德國的凌厲攻勢防線崩潰，勒夫的德國隊歷史性的以7：1淘汰巴西隊，成就世界杯歷史上進球最多，比分最懸殊的準决赛。在最终的决赛中，勒夫帶領德國隊對陣擁有梅西的阿根廷隊，兩隊90分鐘内戰成0：0，在加時賽下半場，德國隊憑藉格策的進球，戰勝阿根廷隊，時隔24年，再次舉起大力神杯。
德国队主帅勒夫在世界杯后接受采访的时候亲口确认，自己将会继续留任，他会履行完和德国足协的合同，将一直带队到2016年。
2015年3月13日，德国足协宣布与勒夫续约至2018年俄罗斯世界杯。
2016年7月2日，随着德国国家队在2016年欧锦赛八强凭PK大战淘汰意大利进入半决赛，勒夫成为史上第一位带领球队连续五次国际大赛进入半决赛的主教练，也成为第一位在国际大赛中战胜意大利的德国主教练。
2018年5月俄罗斯世界杯前夕，雖然德国足协因為勒夫先前帶隊營造許多優異的成績，再次宣布和勒夫续约至2022年卡塔尔世界杯之后
，但這次德國卻在世界盃32強小組賽中以1勝兩敗出局，成為德國隊自1938年後在世界杯最差的成績。此前勒夫執教德國隊以來，在國際大賽中從未跌出過四強。
2021年3月9日，德国足协宣布，勒夫将在2021年欧洲杯后卸任。
2020年歐洲國家盃（由于疫情原因延後在2021年舉行），勒夫帶領的德國在小組賽1勝1和1負的成績以小組次名晉級淘汰賽，16強賽以0－2不敵英格蘭出局。

## 执教荣誉
- 斯图加特：

1997年德国杯冠军
1998年欧洲优胜者杯亚军
- 蒂罗尔因斯布鲁克：

2002年奥超联赛冠军
- 德国国家足球队:

2008年欧洲杯亚军
2010年世界杯季军
2014年世界杯冠军
2017年联合会杯冠军

## 教練生涯数据统计
最近更新：2011年11月18日

| 类型                   | 從        | 至         | 紀錄 | 紀錄 | 紀錄 | 紀錄 | 紀錄   |
| 类型                   | 從        | 至         | 場次 | 勝   | 和   | 負   | 得勝率 |
| ---------------------- | --------- | ---------- | ---- | ---- | ---- | ---- | ------ |
| 熱身賽                 | 2006年8月 | 現在       | 31   | 18   | 8    | 5    | 58.06  |
| 2008年歐洲國家盃外圍賽 | 2006年9月 | 2007年11月 | 12   | 8    | 3    | 1    | 66.67  |
| 2008年歐洲國家盃       | 2008年6月 | 2008年8月  | 5    | 3    | 0    | 2    | 60     |
| 2010年世界盃外圍賽     | 2008年9月 | 2009年11月 | 10   | 8    | 2    | 0    | 80     |
| 2010年世界盃           | 2010年6月 | 2010年7月  | 7    | 5    | 0    | 2    | 71.43  |
| 2012年歐洲國家盃外圍賽 | 2010年9月 | 2012年6月  | 10   | 10   | 0    | 0    | 100    |
| 2012年歐洲國家盃       | 2012年6月 | 2012年6月  | 5    | 4    | 0    | 1    | 80     |
| 2014年世界盃           | 2014年6月 | 現在       | 7    | 6    | 1    | 0    | 85.71  |
| 2016年歐洲國家盃外圍賽 | 2014年9月 | 2015年10月 | 10   | 7    | 1    | 2    | 70     |
| 2016年歐洲國家盃       | 2016年6月 | 現在       | 5    | 3    | 2    | 0    | 66.67  |
| 總計                   | 總計      | 總計       | 100  | 71   | 16   | 13   | 71     |

## 个人生活
1978年，勒夫和Daniela相识，8年后的1986年，勒夫和Daniela结婚。2016年8月，德国媒体《图片报》爆出勒夫已与Daniela离婚。
勒夫的驾照曾被吊销过两次，一次是2006年被吊销1个月，另一次是2014年被吊销长达6个月。
作為德國國家隊的主教練，勒夫的一舉一動都受到傳媒的注意。勒夫經常被傳媒發現在比賽期間做出不少不雅行為，如挖鼻孔、將手伸入褲襠內等，路維曾為在2016年歐洲國家杯比賽期間做出這些不雅行為公開道歉。